# Eo biển Madura
Eo biển Madura là đoạn nước tách hai hòn đảo của Indonesia là Java và Madura. Trên eo biển còn có các đảo Kambing, Giliraja, Genteng và Ketapang.
Cầu Suramadu, là cầu dài nhất Indonesia, bắc qua eo biển và nối Surabaya tại Java và Bangkalan tại Madura.